# Шапкино (городской округ Солнечногорск)
Шапкино — деревня в Московской области России. Входит в городской округ Солнечногорск. Население — 0 чел. (2010).

## География
Деревня расположена на северо-западе Московской области, в западной части округа, примерно в 8 км к западу от центра города Солнечногорска, недалеко от Истринского водохранилища, у истоков небольшой реки Ерошки бассейна Истры. 
В деревне одна улица — Овражная, приписано пять садоводческих товариществ. 
Ближайшие населённые пункты — деревни Ожогино, Сверчково и Селищево.

## История
Шапкина, деревня 1-го стана, Госуд. Имущ., 73 души м. п., 86 ж., 24 двора, 64 версты от стол., 20 от уездн. гор., близ шоссе.— Нистрем К. Указатель селений и жителей уездов Московской губернии, 1852 г.
В «Списке населённых мест» 1862 года — казённая деревня 1-го стана Клинского уезда Московской губернии по правую сторону Санкт-Петербурго-Московского шоссе, в 20 верстах от уездного города и 7 верстах от становой квартиры, при пруде и колодцах, с 23 дворами и 156 жителями (77 мужчин, 79 женщин).
По данным на 1899 год — деревня Солнечногорской волости Клинского уезда с 191 душой населения.
В 1913 году — 43 двора.
По материалам Всесоюзной переписи населения 1926 года — центр Шапкинского сельсовета Солнечногорской волости Клинского уезда в 2,7 км от Пятницкого шоссе и 8,5 км от станции Подсолнечная Октябрьской железной дороги, проживало 202 жителя (93 мужчины, 109 женщин), насчитывалось 45 хозяйств, среди которых 43 крестьянских.
С 1929 года — населённый пункт в составе Солнечногорского района Московского округа Московской области. Постановлением ЦИК и СНК от 23 июля 1930 года округа как административно-территориальные единицы были ликвидированы.
С 1994 до 2006 гг. деревня входила в Обуховский сельский округ Солнечногорского района.
С 2005 до 2019 гг. деревня включалась в Кривцовское сельское поселение Солнечногорского муниципального района.
С 2019 года деревня входит в городской округ Солнечногорск, в рамках администрации которого относится с территориальному управлению Кривцовское.

## Население
| 1852 | 1859 | 1890 | 1899 | 1926 | 1932 | 1966 |
| ---- | ---- | ---- | ---- | ---- | ---- | ---- |
| 159  | ↘156 | ↗180 | ↗191 | ↗202 | ↗208 | ↘72  |
| 1998 | 2002 | 2010 |      |      |      |      |
| ↘6   | ↘4   | ↘0   |      |      |      |      |